# Challenger de Dallas
Actualmente se disputan 2 torneos de la categoría ATP Challenger Series en la ciudad de Dallas, Estados Unidos.
- Challenger of Dallas
- Dallas Tennis Classic